# カルバモイルリン酸
カルバモイルリン酸（カルバモイルリンさん、Carbamoyl phosphate）とは、生化学的に重要なアニオンである。尿素回路では、オルニチンと反応してシトルリンにする反応に関わることで過剰な窒素の体外への排出を行っている。また、ピリミジンの生合成にも関わっている。
重炭酸塩とアンモニアとリン酸から、ATPを用いて作られる。合成は、カルバモイルリン酸シンターゼにより触媒され、以下のように進む。
{\displaystyle {\ce {{HCO3^{-}}+ATP->{ADP}+HO-C(O)-OPO3^{-2}}}}
{\displaystyle {\ce {HO-C(O)-{OPO3^{-2}}+{NH3}+OH^{-}->{HPO4^{2-}}+{^{-}O-C(O)NH2}+H2O}}}
{\displaystyle {\ce {{^{-}O-C(O)NH2}+ATP->{ADP}+H2NC(O)OPO3^{2-}}}}